# Östergötlands runinskrifter 183
Runinskrift Ög 183 är en vikingatida runsten som står vid vägskälet till Södra Torp, efter vägen Kärrsjö – Maspelösa (länsväg 1040) i Ledbergs socken och Linköpings kommun i Östergötland.

## Stenen

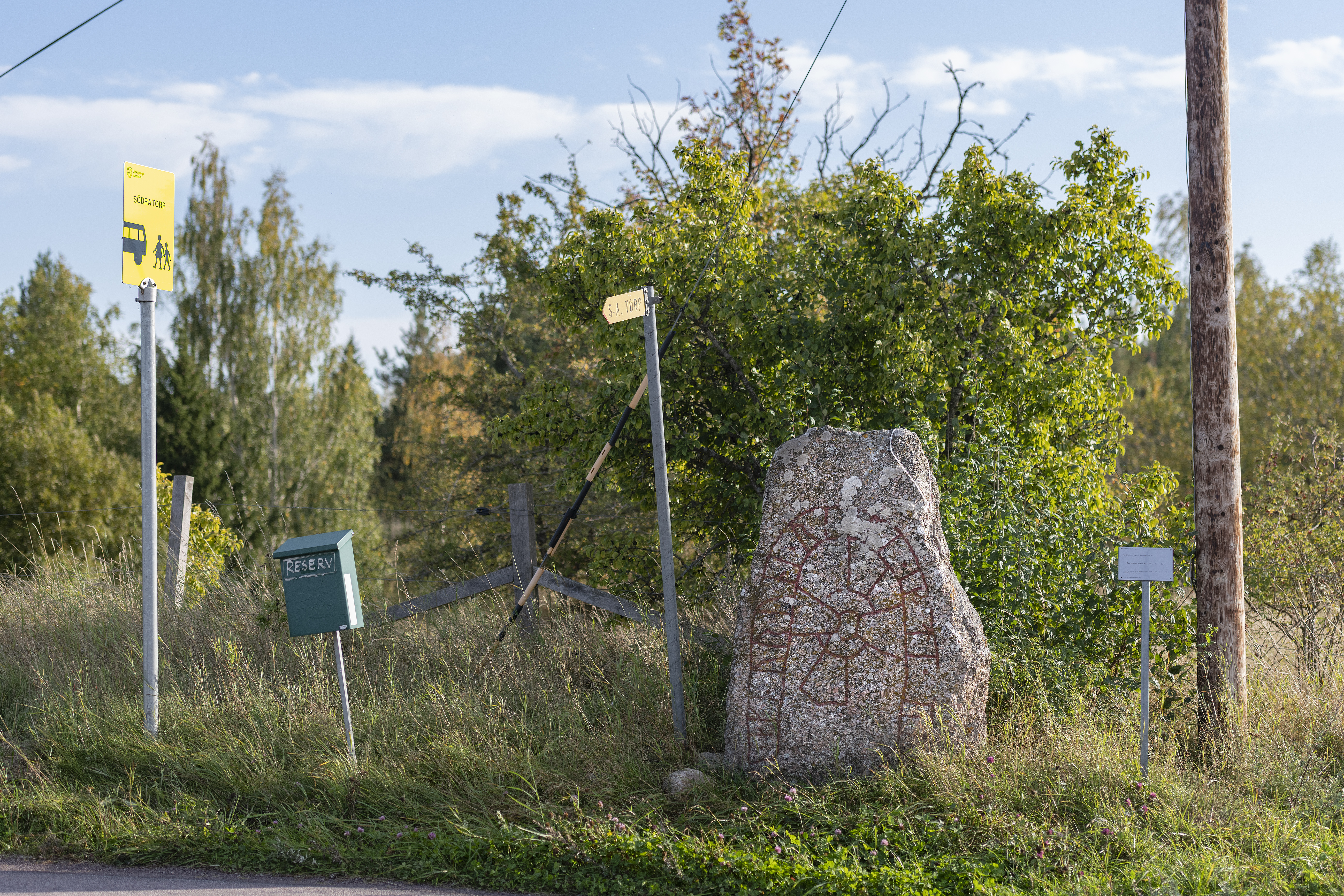
Stenen i September 2020

Stenen står på södra sidan om vägen och har ristningsytan vänd mot nordnordost. Materialet är rödbrun granit och den är 143 centimeter hög, 97 centimeter bred och 35 centimeter tjock. Runorna är ristade i en enkel slinga som omsluter ett kristet kors. Delar av texten är idag oläsliga men är kända genom äldre uppteckningar och en translitterering av runinskriften lyder enligt Erik Brates tolkning nedan:

## Inskriften
Translitterering av runraden:
§P · aki · uruni · risti · ifti · (b)ui · [bruþur] ... 
§Q · aki · u runi · rist(u) · ifti · (b)ui · [bruþur] ...
Normalisering till runsvenska:
§P Aki runiʀ risti æftiʀ Boi(?), broður [sinn]. 
§Q Aki ok(?) ʀuni(?) ræistu/ristu æftiʀ Boa(?), broður ... 
Översättning till nusvenska:
Åke ristade runor efter Boe[?] [sin broder].

## Alternativ tolkning
I Uppsala universitets årsskrift 1931 föreslog Carl Larsson att inskriften ska tolkas "Åke och Rune ristade (runorna) l. reste (stenen) till minne av brodern Boe". Det förekommer i runstenars inskrifter att resarformelns eller den motsvarande ristarformelns direkta objekt ("stenen" eller "runorna") hoppas över, lämnas underförstått, som alltså vore fallet i denna inskrift enligt Larssons tolkning. Arthur Nordén jobbade på ett supplement till Östergötlands runinskrifter, vilket aldrig givits ut men föreligger i manus på Antikvarisk-topografiska arkivet. Även han tolkar aki * uruni som "Åke och Rune(?)". Mot Brates tolkning talar bland annat den avvikande ordföljden subjekt-objekt-verb. Mot Larssons och Nordéns tolkningar kan anföras att risti och ræisti är singulara verbformer. Motsvarande plurala former, som här skulle behövas, är ristu respektive ræistu. Redan Erik Brate påpekade emellertid "Uti risti ser det ut som om det andra i hade en bistav till u."